# Steamboat Springs
Steamboat Springs är centralort i det administrativa området Routt County, i delstaten Colorado, USA. Staden hade år 2010 12 088 invånare. Den har enligt United States Census Bureau en area på 26 km², allt är land.